# Hotel Internacional (Pla de la Boqueria)
|  | No s'ha de confondre amb Hotel Internacional. |

L'Hotel Internacional és un conjunt arquitectònic situat a la Rambla, el Pla de la Boqueria i el carrer del mateix nom de Barcelona, catalogat com a bé cultural d'interès local.

## Història

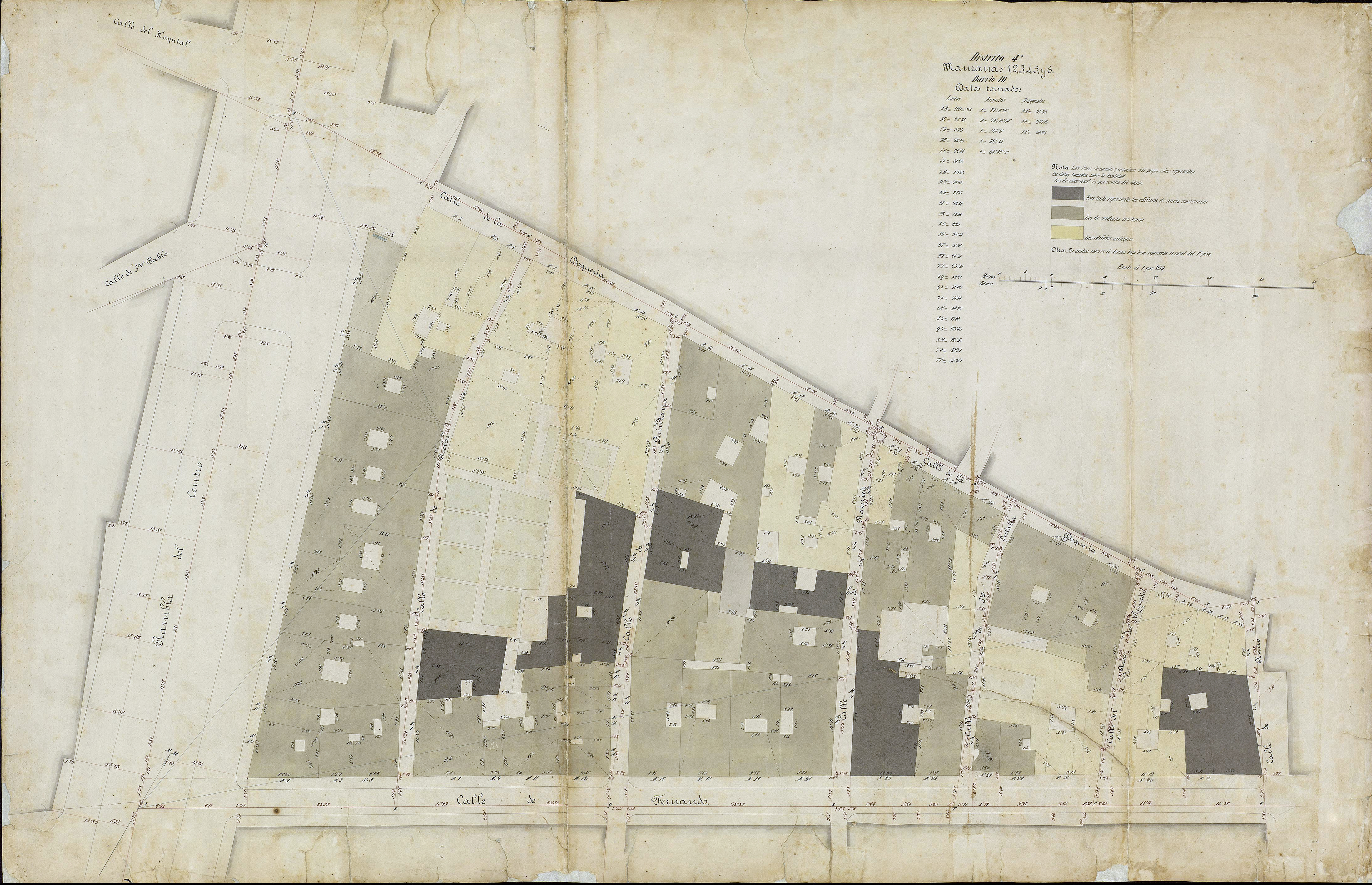
Quarteró núm. 115 de Garriga i Roca (c. 1860)

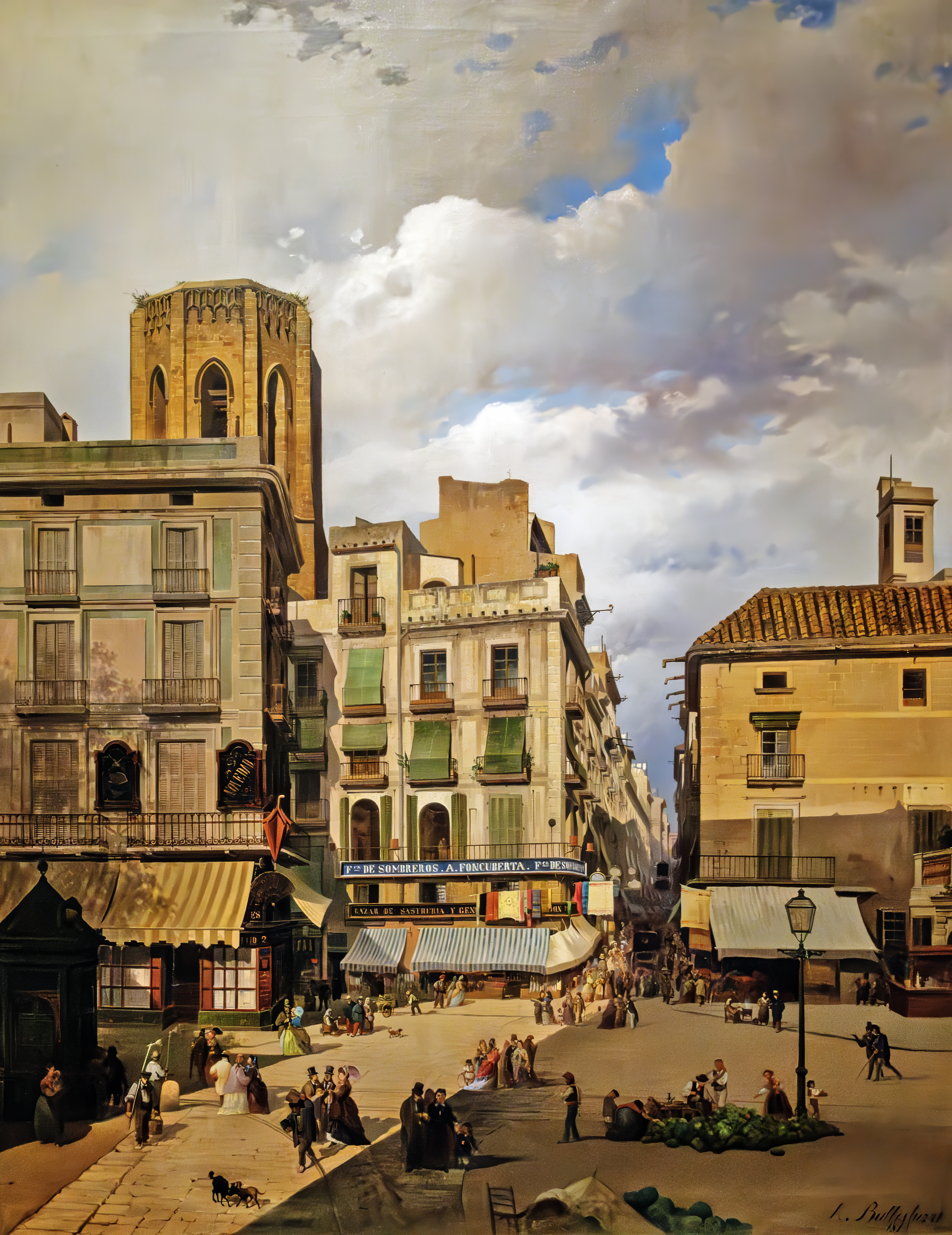
El pla de la Boqueria (1873), obra d'Achille Battistuzzi

En aquest indret hi havia la casa del doctor en dret i terratinent Josep Albert Navarro-Mas i Marquet, que el 1783 va demanar permís per a reconstruir una part del mur de contenció de l'hort al carrer de n'Aroles. El 1828, el seu nebot, el notari Josep Fèlix Avellà i Navarro (que adoptà el nom de Josep Fèlix Navarro-Mas i Avellà) va demanar permís per a convertir unes finestres en portes, movent-les de lloc en previsió de la propera construcció de la font.
El 1876, el mestre d'obres Antoni Terri va projectar la remunta de dos pisos més sobre els dos ja existents, a més de compartimentar el segon en diverses habitacions. Un cop acabades les obres, s'hi va establir la Fonda Estevet, propietat d'Esteve Llompart. El primer pis es va destinar a restaurant, i els altres tres allotjaven les 50 habitacions amb què comptava l'establiment.
El 21 de desembre del 1883 es va inaugurar la nova Fonda del Porvenir, amb la remunta d'un pis sobre l'antiga terrassa i una nova decoració de les façanes. El 1893, i per encàrrec de Francesc Girató i Cia, el mestre d'obres Joan Serra i Jané hi va remuntar dos pisos més.

## Descripció
És un conjunt de dos edificis. El que té façana a la Rambla és el principal i compta amb una estètica molt més ornamentada que l'altre. A la planta baixa d'aquest edifici destaca l'aparador de fusta de la merceria antiga Casa Cotchet-Xancó; els altres tres portals són de pedra amb arc de llinda. Les plantes de pisos són jerarquitzades: el pis principal compta amb grans finestrals que s'obren amb pilars d'influència dòrica cap a una balconada correguda, de llosana de pedra i barana de ferro forjat; els balcons individuals del primer pis s'aixequen sobre mènsules amb decoració vegetal, i entre ells, neixen unes pilastres corínties amb la base molt decorada, que arriben fins a l'entaulament; a sobre del capçal del primer pis hi ha una decoració amb palmeta i, a cadascun dels seus costats, una mènsula, que sosté el balcó del darrer pis, més senzill i petit que l'anterior; les obertures d'aquesta planta presenten un frontó rebaixat decorat amb més motius vegetals.
A la façana del Pla de la Boqueria el tractament de les obertures és diferent, ja que compten amb balustrades de terracota. L'entaulament està format per una cornisa motllurada i recolzada en una sèrie de mènsules. Al capdamunt, hi ha un frontó decorat amb motius vegetals i la paraula «HOTEL» gravada a la pedra, sobre la qual hi ha un relleu amb la data 1894. Aquest frontó és l'únic element en comú que es troba també a l'edifici conjunt, amb principal i tres pisos i la façana es troba gairebé desproveïda de decoració, si no fos pels dos fusts estriats que actuen com a pilastres que van del primer pis a l'últim i contrasten amb el color vermellós de la paret.